# Buiging (mechanica)

Zijaanzicht van een balk die wordt belast door een gelijkmatig verdeelde belasting.

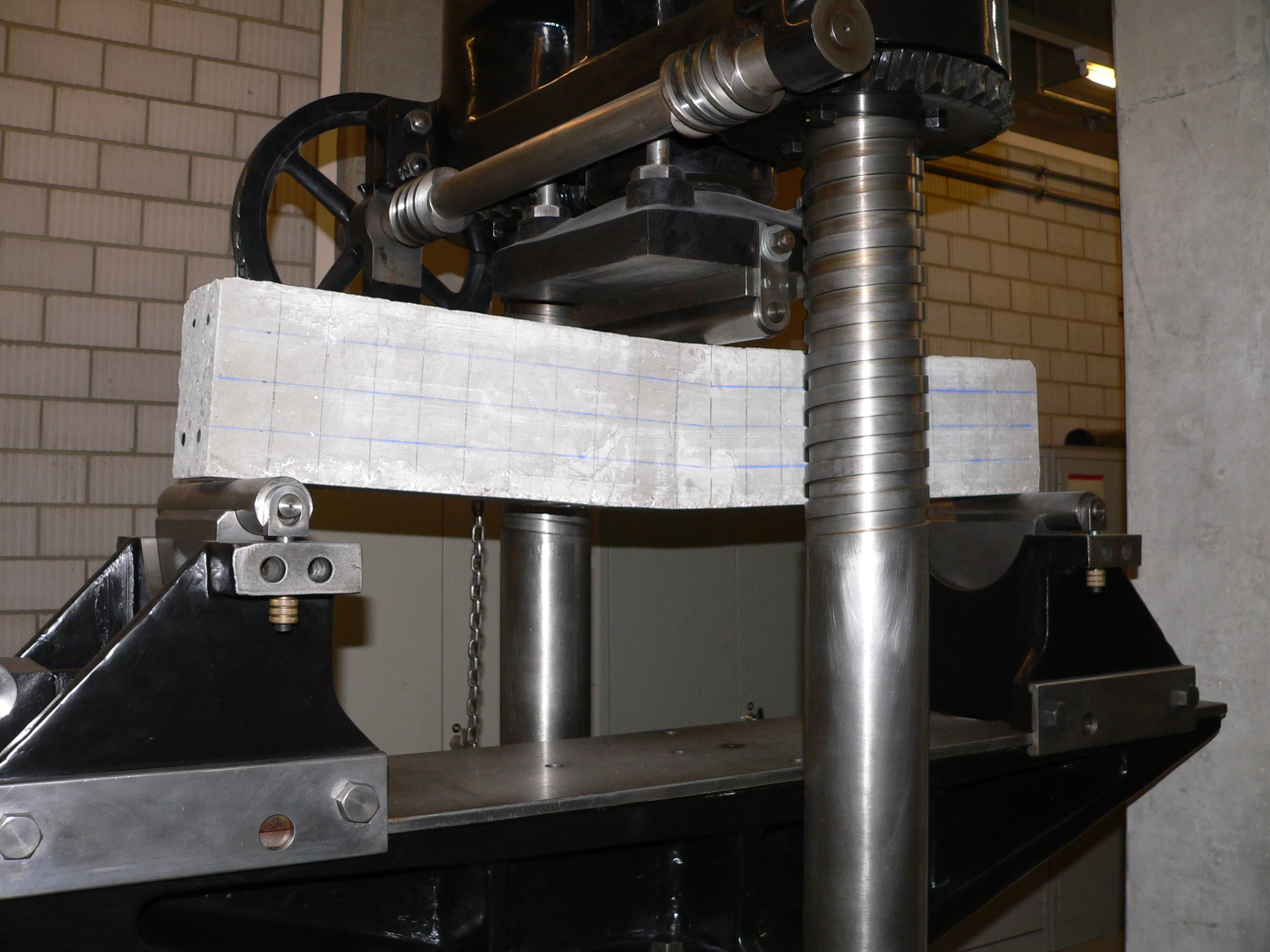
Buigproef op een proefbalk van gewapend beton.

De buiging of flexuur van een materiaal of voorwerp is de mate waarin het vervormt in de richting loodrecht op zijn lange as. Deze vervorming is het gevolg van een kracht op het voorwerp, die loodrecht op de lange as werkt. Buiging is een samengesteld belastingsgeval omdat er in het materiaal tegelijkertijd zowel trekspanning als drukspanning optreedt.
Een constructiebalk of -plaat worden doorgaans op buiging belast. De mate van buiging wordt buigmoment of deflectie genoemd. Deze belastingen worden getest op materialen met een buigproef.
In de geofysica wordt met flexuur de buiging van een tektonische plaat in de diepterichting (de Aarde in) bedoeld: het proces waarbij een deel van een gesteentelaag naar boven of naar beneden wordt gedrukt, zodat het nog slechts door een dunne verbindingslaag met het andere deel is verbonden. Vaak treedt na verloop van tijd door de druk alsnog een breuk op tussen beide delen.

## Mechanica van buiging
Buiging roept reactiekrachten op in het voorwerp om de flexuur ruimtelijk te accommoderen. De kracht die voor buiging zorgt, veroorzaakt drie interne reactiekrachten: 
1. een schuifkracht parallel aan de toegepaste kracht en loodrecht op de lange as van het voorwerp
2. een drukkracht aan de concave zijde van het voorwerp
3. een trekkracht aan de convexe zijde.

De laatste twee vormen een krachtenkoppel of mechanisch moment: ze zijn als het voorwerp in evenwicht is gelijk in grootte en tegenovergesteld gericht. Dit moment van het krachtenkoppel wordt een buigmoment genoemd. Het zorgt voor de vervorming die we buiging noemen: aan de holle zijde van het voorwerp zal daardoor compressie van materiaal plaatsvinden, aan de bolle zijde uitrekking.
De reactiekrachten zorgen voor mechanische spanningen binnenin het voorwerp: een schuifspanning parallel aan de toegepaste kracht, een rekspanning aan de convexe en een compressiespanning aan de concave zijde van het voorwerp. De rekspanning is het grootst aan de rand van de convexe zijde, de compressiespanning het grootst aan de rand van de concave zijde. De spanning tussen de twee randen verloopt lineair, met ergens halverwege een punt waar geen normaalspanningen als gevolg van de buiging heersen. De lijn dwars door de balk die de punten waar geen normaalspanningen heersen verbindt, wordt de neutrale lijn genoemd.
In de constructieleer zijn uniforme balken geen goede manier om het gewicht van een constructie te dragen vanwege de zone rond de neutrale lijn in de balk waar geen of weinig spanning door elastische vervorming van de balk wordt opgevangen. Door zogenaamde I-balken te gebruiken (balken met een dwarsdoorsnee in de vorm van een I ) wordt geprobeerd dit probleem gedeeltelijk op te vangen. Door hun vorm hebben deze balken veel materiaal in de regio's waar de spanningen maximaal zijn.

## Rekenen met buiging

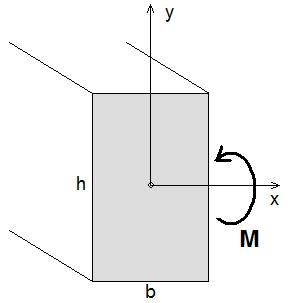
Buigingsoriëntaties van een rechthoekige dwarsdoorsnede.

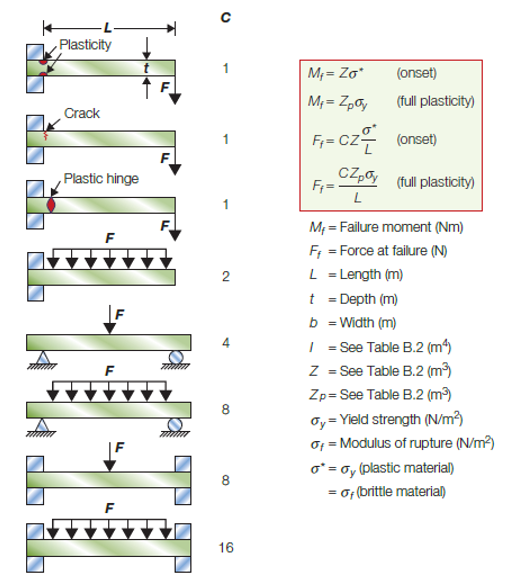
Soorten buiging

Buiging kan worden geanalyseerd met de Euler-Bernoullivergelijking. De klassieke vorm van deze vergelijking is:
{\displaystyle {\sigma _{zz}}={\frac {My}{I_{x}}}}
Deze formule geeft het verloop van de spanning over de doorsnede:
- {\displaystyle M} is het moment ten opzichte van de neutrale lijn (volgens x-as)
- {\displaystyle y} is de loodrechte afstand van het punt tot de neutrale lijn
- {\displaystyle I_{x}} is het oppervlaktetraagheidsmoment ten opzichte van neutrale lijn

Bij een constante doorsnede varieert de spanning lineair van onder- tot bovenrand.
De maximale spanning vindt plaats op boven- of onderrand en is gelijk aan:
{\displaystyle {\sigma _{zz,max}}={\frac {My_{max}}{I_{x}}}}
Voor een balk met een rechthoekige doorsnee kan dit vereenvoudigd worden tot:
{\displaystyle {\sigma _{zz,max}}={\frac {6M}{bh^{2}}}}
In deze twee formules is:
- {\displaystyle \sigma _{zz}} - de normaalspanning resulterend uit het aangelegde buigmoment: de buigspanning;
- {\displaystyle M} - het mechanisch moment op de neutrale lijn x;
- {\displaystyle y} - de afstand loodrecht op de neutrale lijn en de lange as van de balk;
- {\displaystyle I_{x}} - het oppervlaktetraagheidsmoment langs de neutrale lijn (de x-richting);
- {\displaystyle b} - de breedte van de doorsnede van de balk;
- {\displaystyle h} - de hoogte van de doorsnede van de balk.

De vergelijking gaat alleen op als de maximale spanning binnenin het voorwerp (aan de beide randen) onder de vloeigrens {\displaystyle \sigma _{Y}} van het materiaal ligt (dat wil zeggen dat het voorwerp overal elastisch vervormt). Als de maximale spanningen boven de vloeigrens komen wordt het spanningsverloop in de balk non-lineair. De grootte van de spanning zal dan overal in de balk gelijk worden aan de vloeigrens, met een discontinuïteit rond de neutrale lijn waar de spanning van extensioneel naar compressief verandert. Deze toestand wordt plastic hinge genoemd en de minimale spanning om deze te bereiken wordt in de constructieleer vaak gebruikt als maximale spanning die stalen constructies mogen ondervinden.
De vergelijkingen hierboven zijn alleen geldig als de doorsnede van de balk symmetrisch is. Voor asymmetrische doorsnedes geldt:
{\displaystyle {\sigma _{zz}}(x,y)=-{\frac {(M_{y}~I_{x}-M_{x}~I_{xy})}{I_{x}~I_{y}-I_{xy}^{2}}}x-{\frac {(M_{x}~I_{y}-M_{y}~I_{xy})}{I_{x}~I_{y}-I_{xy}^{2}}}y}